# Oscar Andriani

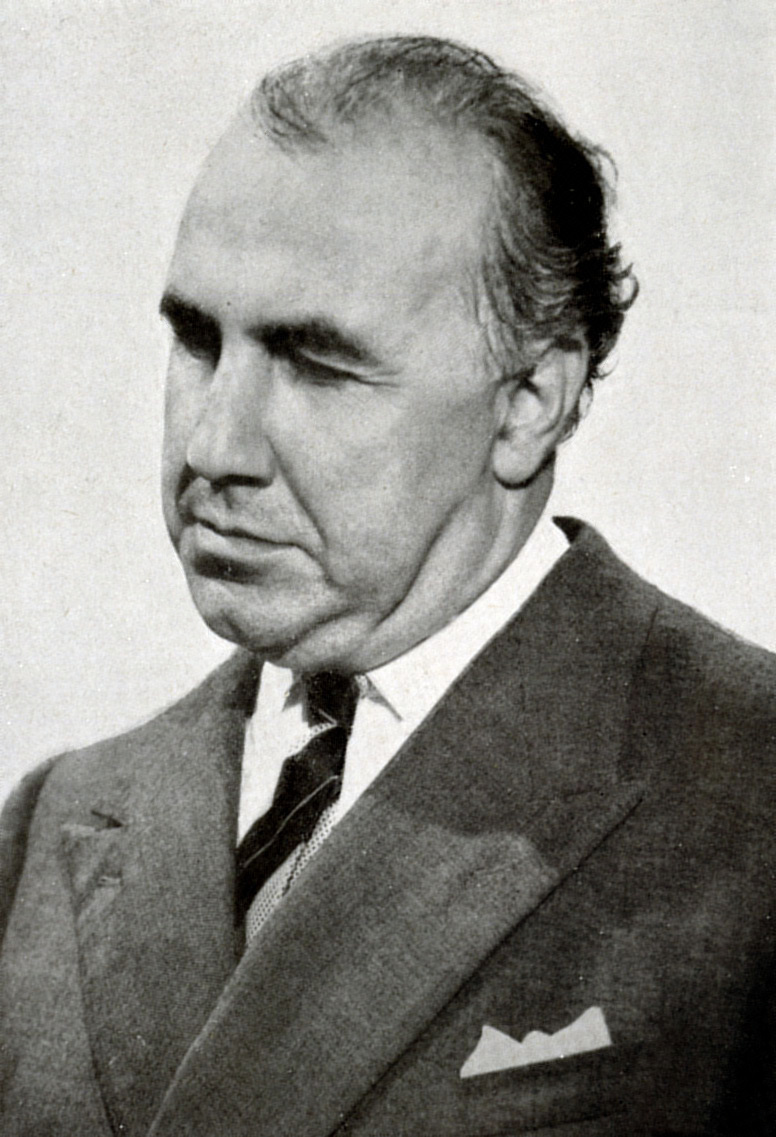
Oscar Andiani

Oscar Andriani (* 28. Dezember 1905 in Brescia; † 17. Juli 1987 in Rom) war ein italienischer Schauspieler.

## Leben
Andriani entdeckte früh seine Leidenschaft für das Schauspiel und gehörte 1921 zum Ensemble um Amedeo Chiantoni; weiter spielte er jugendliche Helden neben Annibale Ninchi, Wanda Capodaglio, Emma Gramatica und Corrado Racca. Trotz zahlreicher Rollen gelang es ihm jedoch nie, in die erste Reihe der Darsteller vorzudringen, trotz beeindruckender Leistungen wie 1934 in Oreste. Ab 1937 war er auch in zahlreichen Filmen zu sehen; auch hier blieb es bei Charakterrollen.
Unter Pseudonym schrieb Andriani einige Komödien, die von Regisseur Carlo Veneziani ebenso aufgeführt wurden wie von den Ensembles um Giovanni Grasso, Tino Scotti und Nino Pavese. Auch für das Radio wirkte er als Autor. 1939 folgte  eine wichtige Filmrolle, die des im Abessinienkrieg gefallenen und vom Faschismus heroisierten Dominikanerpaters Reginaldo Giuliani in Goffredo Alessandrinis Abuna Messias. Bis 1943 folgten noch einige kleine Filmrollen neben seinem Freund Amedeo Nazzari, bis Andriani 1943 eine siebenjährige Pause vom Film nahm. Danach folgten intensive Jahre mit weiteren Kleinrollen und die Vorlage zu einem Drehbuch aus der Welt des Films und des Theaters, den damit verbundenen Illusionen und Intrigen, das 1959 von Luigi Capuano verfilmt wurde, Il mondo dei miracoli. Es wurde nicht der erhoffte Erfolg. Seine letzte Rolle spielte er in einer Fernsehfolge von Nero Wolfe 1969.

## Filmografie (Auswahl)
- 1937: Regina della Scala
- 1938: Zwischen Leben und Tod (Luciano Serra pilota)
- 1939: Abuna Messias
- 1951: Io sono il Capataz
- 1952: Männer ohne Tränen (La voce del silenzio)
- 1954: Die Fahrten des Odysseus (Ulisse)
- 1960: Das Geheimnis der roten Maske (Il terrore della maschera rossa)
- 1969: Nero Wolfe: Veleno in sartoria (Fernsehserie, eine Folge)